# XXV edició dels Premis Ariel
La XXV edició dels Premis Ariel, organitzada per l'Acadèmia Mexicana d'Arts i Ciències Cinematogràfiques (AMACC), es va celebrar el 1983 a Ciutat de Mèxic per celebrar el millor del cinema durant l'any anterior. Durant la cerimònia, l’AMACC va lliurar el premi Ariel a 17 categories en honor de les pel·lícules estrenades el 1982.

## Premis i nominacions
Nota: Els guanyadors estan llistats primer i destacats en negreta. ⭐
| Millor pel·lícula - La pachanga ⭐ - Días de combate - Tiempo de lobos                                                                                        | Millor direcció - José Estrada – La pachanga ⭐ - Alfredo Gurrola – Días de combate - Alberto Isaac – Tiempo de lobos                                      |
| Millor actor - Ernesto Gómez Cruz – La víspera ⭐ - Noé Murayama – La pachanga - Serio Jiménez – La pachanga                                                  | Millor actriu - Beatriz Sheridan – Confidencias ⭐ - María Rojo – La víspera                                                                               |
| Millor coactuació masculina - Alfredo Sevilla – La víspera ⭐ - Alejandro Ciangherotti – La pachanga - Rafael Inclán – Piernas cruzadas                       | Millor coactuació femenina - Patricia Rivera – Tiempo de lobos ⭐ - Gloria Marín – Aquel famoso Remington                                                  |
| Millor argument original - Alejandro Pelayo – La víspera ⭐ - Sergio Zenteno, Jorge Prior – Café Tacuba - Alberto Isaac – Tiempo de lobos                     | Millor guió adaptat - Alberto Isaac – Tiempo de lobos ⭐ - Paco Ignacio Taibo II – Días de combate - Alberto Cortés, Ariel Zuñiga – Uno entre muchos       |
| Millor fotografia - Toni Kuhn – Uno entre muchos ⭐ - Antonio Ruiz – Días de combate - Rosalío Solano – La pachanga                                           | Millor edició - Rafael Ceballos – La pachanga ⭐ - Rafael Ceballos – Ángel del barrio - Federico Landeros – Tiempo de lobos                                |
| Millor escenografia - No concedit | Millor banda sonora - - Rafael ELizondo – El caballito volador - Leonardo Velázquez – En el país de los pies ligeros - Rubén Fuentes – Una leyenda de amor |
| Millor ambientació - José Morales Montáñez – La pachanga ⭐ - Carlos González Morantes – La derrota - Lucero Isaac – Tiempo de lobos                          | Millor opera prima - Alejandro Pelayo – La víspera ⭐ - Jorge Prior – Café Tacuba - Gustavo Montiel Pagés – Entre paréntesis                               |
| Millor curtmetratge - José Luis García Agraz – Patricio ⭐ - Olga Cáceres – Hacer un guión                                                                    | Millor curtmetratge documental - Alberto Cortés – La tierra de los Tepehuas ⭐ - José Manuel Osoio – Diego Rivera: mito o realidad                         |
| Millor curtmetratge educatiu - Humberto Ríos– El tango es una historia ⭐ - José Manuel Osoio – Diego Rivera: mito o realidad - Jaime Kuri Alza – Marginación | Reconeixement especial - Celia Ruiz ⭐ - Emilio Watanabe, Francisco López – Crónicas del Caribe - Eduardo Maldonaldo – Laguna de dos tiempos               |
| Medalla Salvador Toscano - Joselito Rodríguez ⭐ - Roberto Rodríguez ⭐                                                                                       | |